# جمعية حماية البيئة السورية
جمعية حماية البيئة السورية (بالإنجليزية: Syrian Environment Protection Society - SEPS)‏ هي جمعية بيئية غير حكومية غير ربحية مستقلة ذات نفع عام، تأسست 1992 م على يد غسان شاهين و مجموعة من الأساتذة و الخبراء و المختصين المعنيين بأمور البيئة و التنمية البيئية، و هي تعنى بحماية البيئة والحفاظ على الثروات الطبيعية في سورية، و تعتبر من المنظمات البيئية غير الحكومية الرائدة في سورية مقرها مدينة دمشق.

و تسعى الجمعية لتحقيق و نقل أهدافها إلى أرض الواقع ضمن الإمكانات و الدعم المتوفر و المتاح لها، و قد قامت بالعديد من المشاريع و الأعمال في مجال البيئة و المحافظة عليها أو مجال التوعية البيئية و ذلك بالتعاون مع جهات و منظمات و هيئات أخرى.

## بيان الجمعية
جاء في البيان التأسيسي و النظام الداخلي  للجمعية نظرة الجمعية لنفسها و سرد لأهدافها بالإضافة إلى مجموعة من الأفكار و النشاطات التي يجب التركيز عليها بغية التوصل إلى الأهداف المنشودة.

### الأهداف الرئيسية للجمعية
إن الغاية الأساسية لجمعية حماية البيئة السورية كمنظمة غير حكومية هي :
- الارتقاء بوضع البيئة و تعزيز و دعم إجراءات و برامج حماية البيئة و الحفاظ على الطبيعة و صيانتها و التخفيف من عوامل التلوث و الأخطار المحدقة بالمحيط الحيوي المحلي و العالمي .
- الاستثمار و الاستفادة المتبصرة و الحكيمة و بعيدة النظر للمصادر الطبيعية الوطنية ، و الاعتماد على وسائل و طرق الإنتاج السليمة و الرؤوفة بيئيا ، و مراعاة أسس التنمية المستدامة في أي خطط أو مشاريع صناعية .
- حماية ما تبقى من غابات ، حيوانات و نباتات مهددة بالزوال و الفقدان من سجل التنوع الحيوي الوطني و الدفاع ما أمكن عن المناطق الطبيعية المتبقية ذات الغنى التضاريسي و البيولوجي و اعتبارها كمحميات يجب الحفاظ عليها للأجيال المستقبلية .
- توعية الناس لاعتماد أساليب حياة و معيشة سليمة بيئياً و لا تضر أو تلوث محيطهم الذي يعيشون فيه .
- التنبيه و التحذير من كثير من الأخطار البيئية والصحية المترتبة و المرافقة لاعتماد بعض التقنيات و التجهيزات الحديثة .

### الأهداف العامة للجمعية
- العمل على نشر الوعي و الثقافة البيئية الضرورية للحفاظ على الطبيعة بعناصرها و ثرواتها.
- المساهمة في إعداد البحوث و الدراسات البيئية و تقديمها إلى وات و ورشات عمل على الصعيد الوطني تستهدف معالجة مشكلات البيئة الملحة.
- العمل على صياغة مقترحات و توصيات لوضع مشاريع قوانين خاصة لحماية البيئـة.
- المساهمة في النشاطات العربية و الإقليمية و الدولية المتعلقة بقضايـا و شؤون البيئة ووسائل حمايتها من التلوث و الأخطار التي تهدد المصادر الطبيعية.
- المساهمة في تخطيط البرامج و المشاريع و النشاطات البيئية و القيام بما تســمح به الإمكانيات المادية.
- إنشاء بنك معلومات أو مركز لجمع و تبادل المعلومات والبيانات التي تصدرهـا المنظمات المحلية و العربية والدولية.

### أهداف المرحلة القادمة
التركيز على الأمور التالية في المرحلة القادمة :
- التقنين و الترشيد و الاستعمال الواعي لمصادر الطاقة ، و التأكيد و التشجيع على استعمال مصادر الطاقة المتجددة و التقنيات البديلة .
- التأكيد على أهمية وسائل النقل العامة في تخفيف الازدحام المروري و تلوث البيئة و مناشدة الجهات المسؤولة لاعتماد الغاز الطبيعي كوقود لمحركات وسائل النقل العامة خصوصاً في المرحلة الأولى .
- التشديد على أهمية التخلص نهائياً من إضافات الرصاص إلى مركبات البنزين ، و التأكيد على ضرورة إنتاج المازوت وفق المواصفات العالمية بحيث يكون احتراقه تاماً ، لا يعطُّل محركات المركبات و لا يعطي النواتج الخطرة التي تلوث البيئة على نطاق واسع و تؤذي صحة الإنسان و تكلف الدولة المليارات لعلاج الأمراض الناجمة عن تلوث الهواء .
- الحفاظ على التنوع الحيوي في سورية كأولوية من أولويات الإستراتيجية البيئية الوطنية ، و التأكيد على صيانة و حماية الغابات و الشواطئ ، و توفير شروط المأوى و ظروف الحياة المناسبة للأنواع المهددة بالانقراض سواء في المحميات أو خارجها .
- المساهمة في إدخال مفاهيم الزراعة المستدامة بيئياً ، بما تشمله من منع حرث البادية و مناطق النباتات الرعوية و مناطق الغابات و الموائل الحيوية ، و تخفيف أعباء التلوث الناجم عن الاستعمال المفرط للأسمدة الزراعية على الأنهار و مصادر المياه الجوفية ، و مراجعة شاملة لأساليب و طرائق استخدام المبيدات الكيماوية .
- خلق أنماط استهلاك صديقة للبيئة بما للكلمة من معنى ، و هذا يشمل تعزيز و دعم إجراءات ووسائل تدوير القمامة (إعادة استعمال المواد القابلة للاستفادة منها) ، طرق التخمير للمخلفات العضوية المنزلية في الأرياف لاستعمالها كسماد ، تشجيع استعمال اللاصقات البيئية على المنتجات الغذائية المعلبة (التي تراعي الشروط و المتطلبات البيئية في إنتاجها و مكوناتها) , و التوعية بأخطار الإسراف و الهدر و التبذير في سلوكية فئات المجتمع ذات التوجه أو النمط الاستهلاكي الغير مراعي للشروط البيئية و الذي يخلِّف الكثير من القمامة والفضلات.

### النشاطات المقترحة
النشاطات التي يجب القيام بها من أجل تحقيق الأهداف السابقة :
- تحرير نشرة غير دورية تصدر عن الجمعية تضم دراسات ، مقالات ، و مواضيع ذات أهمية عن بيئة سورية .
- العمل على زيادة الوعي و الإدراك و الثقافة البيئية لدى فئات المجتمع عبر تأليف ، إعداد ، طباعة ، توزيع نشرات ، كراسات ، كتيبات ، ملصقات ، كتب لإيضاح المفاهيم و القضايا البيئية بشكل مبسط .
- تنظيم و رعاية حملات و مشاريع تحت عناوين و أهداف مختلفة ذات علاقة بالبيئة .
- تنظيم و إقامة دورات ، ندوات ، اجتماعات ، لقاءات عامة .
- أخذ المبادرة و تقديم اقتراحات و توصيات ، و اعتماد موقف ثابت من مواضيع بيئية راهنة على المستوى الوطني و المحلي ، و التأثير على اتجاهات و مواقف صانعي القرار نحو احترام و تلبية المتطلبات و الشروط البيئية في كل مجالات و نشاطات المجتمع .

## بعض نشاطات و فعاليات الجمعية
قامت جمعية حماية البيئة السورية و منذ انطلاقها بالعديد من المشاريع والحملات والبرامج التي تهدف لتحقيق أهدافها و خططها التي أوردتها في بيانها التأسيسي فبالإضافة إلى مشاركتها في العديد من النشاطات والفعاليات والمشاركات سواء في معرض الزهور السوري، أو ملتقى و معرض البيئة السوري أو الندوات و ورشات العمل والمؤتمرات والاجتماعات البيئية والتنموية، فقد قامت بنشاطات و فعاليات التالية:
- مسابقة لرسوم الأطفال دون الخامسة عشر من العمر تحت عنوان(البيئة كما يراها ويتمناها الأطفال).[2]
- مسابقة للتصوير الضوئي كافة الفئات العمرية تحت عنوان (اضبط عدسة كاميرتك على بيئتك المحلية).[3]
- حملة للتشجير والنظافة في بلدة صيدنايا القريبة من مدينة دمشق.[4]
- حملة توعية و تثقيف و نشر للمعرفة و الرسائل البيئية بين مختلف شرائح المجتمع السوري.[5]
- دخلت الجمعية كشريك مع منظمة إيطالية غير حكومية هي منظمة البحوث والتعاون في مشروع فني ثقافي ممَّول جزئياً من بعثة الاتحاد الأوروبي بدمشق تحت عنوان (الحوار المتوسطي – البيئة من خلال الفن).[6]
- عقدت الجمعية مشروع مع بعثة الاتحاد الأوروبي بدمشق يتضمن إقامة مسابقة للأعمال الفنية من مواد يعاد استعمالها تحت عنوان (إعادة التدوير).[7][8]
- (مشروع بناء الإدارة البلدية المستدامة للنفايات الصلبة) و الذي يهدف إلى تحسين و تطوير قدرات المؤسسات والهيئات المختصة بمعالجة موضوع النفايات الصلبة في الجمهورية العربية السورية.[9]